# Slow Focus
Slow Focus — третій студійний альбом британського електронного дуету Fuck Buttons випущений 22 липня 2013 року.

## Список композицій
Автор музики і слів Fuck Buttons. 
| #  | Назва             | Тривалість |
| -- | ----------------- | ---------- |
| 1. | «Brainfreeze»     | 8:33       |
| 2. | «Year of the Dog» | 4:38       |
| 3. | «The Red Wing»    | 7:48       |
| 4. | «Sentients»       | 6:24       |
| 5. | «Prince's Prize»  | 4:22       |
| 6. | «Stalker»         | 10:08      |
| 7. | «Hidden Xs»       | 10:12      |